# Dajla
Dajla is een plaats in de gemeente Novigrad in de Kroatische provincie Istrië. De plaats telt 364 inwoners (2001).